# Sunland Park
Sunland Park – miasto w Stanach Zjednoczonych, w stanie Nowy Meksyk, w hrabstwie Doña Ana.